# Octomeria leptophylla
Octomeria leptophylla är en orkidéart som beskrevs av João Barbosa Rodrigues. Octomeria leptophylla ingår i släktet Octomeria och familjen orkidéer. Inga underarter finns listade i Catalogue of Life.